# 哀しみのマンディ
「哀しみのマンディ」（かなしみのマンディ、Mandy）は、1974年にリリースされたバリー・マニロウの楽曲およびシングル。

## 原曲
この曲は、元々は作曲家スコット・イングリッシュとリチャード・カーが1971年に発表した「ブランディ」（Brandy）という楽曲であった。この時は全英シングルチャートで12位を記録したが、テンポの早かったこのバージョンはアメリカ合衆国では失敗した。1974年にバリー・マニロウによって「マンディ」の名でレコーディングされ、本作はマニロウの最初のBillboard Hot 100およびアダルト・コンテンポラリーイージーリスニングチャート第1位獲得シングル、および初のゴールドシングルとなった。
スコット・イングリッシュが、気に入りの犬を題材にこの歌を書いたという説は、どうやら都市伝説のようである。イングリッシュが語るには、ある記者が朝早く訪れて「ブランディ」とは誰かと尋ねてきたため、腹を立てたイングリッシュが記者を追い払うために「犬」の話を作り上げたのだという。
1971年のイングリッシュによるレコーディングとマニロウのレコーディングの間に、バンド「ルッキング・グラス」が「ブランディ」（Brandy (You're a Fine Girl)）というヒットソングを発表した。そのため、マニロウがこの曲をレコーディングすることを決めた際、混同を避けるためにタイトルを「マンディ」に改めた。マニロウにこの曲をレコーディングするよう勧めたのはクライヴ・デイヴィスである。
マニロウは最初この曲をイングリッシュのオリジナルと似たアップテンポの「バブルガム・ポップ・チューン」でレコーディングしたが、彼とプロデューサーのロン・ダンテは完成した曲が気に入らなかったと伝えられている。そのため、彼はこの曲をバラード調で歌い、より満足のいく結果となった。この曲はマニロウ初のヒットシングルであり、またクライヴ・デイヴィスのアリスタ・レコード（当時はベル・レコード）レーベルからリリースされた作品として初めてBillboard Hot 100にチャートインしたヒット曲となった。

### チャート

#### 週間チャート
| チャート (1974–75年)                    | 最高位 |
| --------------------------------------- | ------ |
| オーストラリア (Kent Music Report)      | 4      |
| カナダ トップシングルス (RPM)           | 1      |
| カナダ アダルト・コンテンポラリー (RPM) | 1      |
| アイルランド (IRMA)                     | 6      |
| ニュージーランド (Recorded Music NZ)    | 30     |
| イタリア                                | 29     |
| 南アフリカ (Springbok)                  | 3      |
| UK シングルス (OCC)                     | 11     |
| US Billboard Hot 100                    | 1      |
| US Adult Contemporary (Billboard)       | 1      |
| 全米 キャッシュボックス Top 100         | 1      |
| 西ドイツ (GfK Entertainment charts)     | 19     |

#### 年間チャート
| チャート (1975年)                     | 順位 |
| ------------------------------------- | ---- |
| オーストラリア (Kent Music Report)    | 30   |
| 全米 Billboard Hot 100                | 35   |
| 全米 Billboard イージー・リスニング   | 3    |
| 全米 キャッシュボックス               | 17   |
| カナダ RPM トップ・シングルス         | 12   |
| カナダ RPM アダルト・コンテンポラリー | 5    |

## カバー
この曲には、後述するウエストライフ以外にもいくつか有名なカバーバージョンがある。
- アンディ・ウィリアムス（1975年）
- リチャード・クレイダーマン（1994年）
- ジョニー・マティス（1997年）
- ミー・ファースト・アンド・ザ・ギミー・ギミーズ（1997年）
- ブラッドリー・ジョセフ（2005年）
- ダニー・オズモンド（2007年）

### ウエストライフ(WESTLIFE)によるカバーバージョン
「哀しみのマンディ」は2003年にアイルランド出身の男性ボーカルグループウエストライフ(WESTLIFE)によってカバーされ、4作目のスタジオ・アルバム『ターンアラウンド』からシングルカットされた2作目のシングル（通算18枚目のシングル）としてリリースされた。このシングルは、全英シングルチャートで1位を記録し、同バンド12作目となるチャート1位を記録したシングルとなった。本作はイギリスにだけで190,000枚以上の売り上げを記録した。